# Uzd
Uzd ma Sárszentlőrinchez tartozó település Tolna vármegyében, a Paksi járásban. A település egyik legjelentősebb épülete a Fördős, majd később Pesthy családhoz tartozó kúria, amely az oktatás megszüntetéséig az iskolának adott otthont. Sárszentlőrinc címerében az egyik szőlőfürt Uzdot jelképezi.

## Fekvése
A Tolnai-hegyháton, a Sió és a Donát-patak között található, Sárszentlőrincről és Kölesdről is megközelíthető közúton.

## Története
A településen több kisnemesi család is letelepedett, például a Fördős, Pesthy, Varga, Kontsits családok, kúriáik körül majorságok jöttek létre. A falu magját ezekhez a kúriákhoz tartozó hatalmas telkek adják, amelyeket később felosztottak, és beépültek a jobbágyok házaival. A 19. században egyesítették a ma Kölesdhez tartozó Borjáddal Uzdborjád néven, Uzdnak 1939-ben rendelték el hozzácsatolását Sárszentlőrinchez és 1940-ben végre is hajtották.
Fényes Elek 1851-ben kiadott geográfiai szótárában így ír a faluról: „Uzd, népes puszta, Tolna vmegyében, Sz. Lőrinczhez 1/2 óra: 60 kath., 383 magyar ágostai, 14 ref. lak., evang. oskolatanitóval. Határa róna s mindent megterem. F. u. többen.”

## Híres emberek
- Itt született, és itt hunyt el dr. Pesthy Pál (1873–1952) jogász, kúriai bíró, országgyűlési képviselő (Egységes Párt), igazságügyi miniszter (1924–1929), felsőházi tag és sárszentlőrinci díszpolgár (1927).

## Demográfia
Az első, 1785-ös népszámláláson 177-en lakták. A 2011-es népszámláláson 235, a 2022-es népszámlálás szerint 201 lakosa volt.